# 단백질분해효소
단백질분해효소(영어: protease) 또는 프로테아제는 단백질을 가수분해하는 효소를 통틀어 이르는 말로, 아미노산 또는 펩티드(이하 펩타이드) 혼합물을 만드는 효소이다. 종류에는 펩신, 펩티데이스, 트립신 등이 있다.

## 프로테아제 억제인자
프로테아제 억제인자(Protease抑制因子)는 단백질을 분해하는 효소인 프로테아제의 활성을 억제하는 물질을 가리킨다.

## 같이 보기
- 지모겐